# Louis Mercier-Vega
Pour les articles homonymes, voir Louis Mercier et Mercier.
Louis Mercier-Vega, de son vrai nom Charles Cortvrint, né le 6 mai 1914 à Bruxelles et mort le 20 novembre 1977 à Collioure (Pyrénées-Orientales), est un militant libertaire et syndicaliste belge.
En août 1936, il s'engage dans le Groupe international de la Colonne Durruti (CNT-AIT) et combat les franquistes sur le front d'Aragon.
Activiste et propagandiste anarchiste, il est l'auteur de nombreux ouvrages et contribue à la création de plusieurs revues et associations internationales.

## Biographie
Dès ses 16 ans, il est actif dans le mouvement anarchiste belge. Il participe notamment au Réveil syndicaliste édité par les Groupes d'action syndicaliste et animé par Jean De Boë, Nicolas Lazarevitch et Ida Mett.
Insoumis au service militaire en Belgique, il s'installe à Paris où il adhère, sous le nom de Charles Ridel, à l'Union anarchiste communiste révolutionnaire (UACR), via la Jeunesse anarchiste communiste (JAC). Il défend le communisme libertaire et est partisan de la Plateforme organisationnelle de Nestor Makhno et Piotr Archinov.
En mai 1934, l'UACR fusionne avec une autre organisation libertaire, assouplit ses statuts et se rebaptise Union anarchiste (UA). Charles Ridel y voit un abandon des positions révolutionnaires et de classe. Il participe alors à la fondation de la Fédération communiste libertaire (FCL, à ne pas confondre avec la FCL de 1953-1957), où il milite avec une bande d'amis – Félix Guyard, Charles Carpentier, Robert Léger – qui se surnomme elle-même « Les Moules-à-Gaufres ». La FCL réintègre l'UA pendant le mouvement de grève de mai-juin 1936.
Charles Ridel y est actif, mais part s'engager dans la lutte révolutionnaire en Espagne dès juillet 1936. A son retour, il militera dans les « groupes d'usines » de l'UA. 

### Révolution sociale espagnole de 1936 et résistance

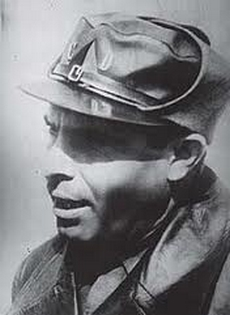
Buenaventura Durruti

Dès l'annonce de la révolution espagnole, il part avec Charles Carpentier et participe à la fondation du Groupe international de la Colonne Durruti et combat sur le front d'Aragon. Il revient ensuite en France et lance une vaste campagne d'information en solidarité avec l'Espagne républicaine. Il publie ses Carnets de route dans Le Libertaire du 11 septembre 1936.
Des divergences profondes, tant sur l'organisation (le rôle des groupes d'usines) que sur l'évaluation des événements en Espagne, lui font quitter l'Union anarchiste en novembre 1937.
Activement recherché les services de police, fin 1939, et après avoir tenté de partir de Marseille, il parvient par des réseaux militants à remonter jusqu’à Bruxelles où il est hébergé par Hem Day. Il embarque finalement à Anvers pour l’Argentine.
Il séjourne au Chili, puis gagne l’Afrique, où à Brazzaville, il s'engage, le 26 juin 1942, comme volontaire dans les Forces françaises libres. En décembre 1942, il se trouve à Beyrouth où il est détaché au service information de la France libre d’avril à octobre 1945. Il finit la guerre avec le grade d'adjudant.

### Auteur libertaire
Démobilisé en octobre 1945, il travaille comme rédacteur au Dauphiné libéré à Grenoble.
Entre 1946 et 1950, il contribue régulièrement au Libertaire sous les pseudonymes de Damashki et Santiago Parane. Il encourage la jeune génération plateformiste qui monte alors au sein de la Fédération anarchiste, autour de Georges Fontenis.
Au début des années 1950, il adhère aux Amis de la liberté, section française du Congrès pour la liberté de la culture, une organisation internationale d'intellectuels anti-totalitaires. En 1958, il crée la Commission internationale de liaison ouvrière, un réseau de libertaires et de syndicalistes révolutionnaires.
Il collabore à la presse libertaire et à la création de plusieurs revues comme Révision (1938) avec Marie-Louise Berneri, Aportes (1966-1972), Interrogations (1974-1979) qui se définit comme « une revue plus modeste qui répond à une grande ambition : étudier et analyser les problèmes de la société d’aujourd’hui suivant des critères libertaires ; aller plus loin parce que nous sommes au-delà de la simple réédition de nos classiques. Avoir et transmettre une information en marge des agences de propagande et du conformisme. Suivre et exploiter les expériences à caractère anarchiste dans le monde. Abandonner le terrain facile des certitudes et semer l’inquiétude puisque nous considérons les militants comme des adultes et que, de plus, nous respectons nos lecteurs. ».
Il est également l'auteur de nombreux ouvrages.
À la suite de la mort, en 1973, de sa compagne Eliane Casserini, il se suicide le 20 novembre 1977.

## Œuvres
Nous ne reprenons ici que les ouvrages en français.
- Les anarchistes face à la technocratie, sous le pseud. S. Parane, Éditions du Libertaire, 1948.
- Pourquoi et comment se bat la Hongrie ouvrière, Union des syndicalistes, 1956.
- Présence du syndicalisme libertaire, préface de Roger Hagnauernon, Union des syndicalistes et de la Commission internationale de liaison ouvrière, 1960[15].
- Mécanismes du pouvoir en Amérique latine, Éditions universitaires, 1967[16].
- Techníque du contre-État : les guérillas en Amérique du Sud, P. Belfond, 1968[17].
- L'Increvable anarchisme, Union générale d'éditions, 10-18 n°474, 1970[18], réédité aux Éditions Analis en 1988[19].
- Autopsie de Péron : le bilan du péronisme, Liège, Duculot, 1974.
- Esquisse du monde anarchiste d’hier, in Société et contre-société chez les anarchistes et les anti-autoritaires, CIRA, Genève, 1974[20].
- Anarcho-syndicalisme et syndicalisme révolutionnaire, avec Victor Griffuelhes, Éditions Spartacus, Paris, 1978[21],[22].
- La Révolution par l'État : une nouvelle classe dirigeante en Amérique latine, Payot, 1978[23]; coll. "Petite Bibliothèque Payot", 2015.
- La chevauchée anonyme, [suivi de] Une attitude internationaliste devant la guerre : 1939-1941, Agone, Marseille, 2006,  (ISBN 978-2-7489-0055-2)[24],[25].
- La chevauchée anonyme, Morula, 2009, texte intégral.

### Articles
- « La paix serait-elle proche en Palestine ? », sous le pseudo. de Damashki, Le Libertaire n°128, 6 mai 1948.
- « La politique des ignorants », sous le pseudo. de Ridel, Révision (revue d'études révolutionnaires)[26].
- « Anarchistes de gouvernement », sous le pseudo. de Ridel, Révision (revue d'études révolutionnaires)[27].

## Articles connexes

Sigle de la Fédération Régionale espagnole de l'AIT.